# Fábio Rochemback
Fábio Rochemback (Soledade, 10 de dezembro de 1981) é um ex-futebolista brasileiro que atuava como meia-central.

## Carreira

### Internacional
Natural do interior do Rio Grande do Sul, Fábio Rochemback sempre apresentou um futebol de alto nível na infância jogando no Esporte Clube Missões, time de sua cidade natal onde o jogador obteve a atenção de olheiros da capital, terminando em um convite para testes no Internacional. Nas categorias de base do Colorado, mereceu destaque por ser um exímio driblador e excelente cobrador de faltas, lembrando muito o lateral esquerdo Roberto Carlos.
No ano de 1999, começou a sua carreira profissional jogando pelo Internacional, e logo cedo já ganhava destaque, chamando a atenção de clubes do exterior, com apenas 17 anos de idade. No Internacional, rivalizou um confronto com o jogador do Grêmio, Ronaldinho Gaúcho e sendo apontado como uma das maiores promessas do clube e do futebol do estado. Foi vice campeão gaúcho em 1999, após uma derrota por 1–0 no Estádio Olímpico Monumental. No Internacional, permaneceu por mais duas temporadas. No clube alvirrubro, jogou 40 jogos e marcou 12 gols.
Ainda no Internacional e com 19 anos de idade, recebeu suas primeiras chances na Seleção Brasileira de Futebol. O seu valor não passou despercebido aos grandes clubes europeus e em 2001 transferiu-se para o FC Barcelona de Espanha por 12 milhões de euros.

### Barcelona
Foi apresentado ao clube catalão no início da temporada 2001–02, onde jogaria ao lado de grandes promessas e estrelas do futebol mundial como o zagueiro Carles Puyol, o meia Xavi, e o atacante Rivaldo, eleito melhor do mundo no ano que Rochemback estreou no futebol e campeão mundial com a Seleção Brasileira um ano mais tarde. Vestiria a camisa número 15, que foi deixada pelo craque finlandês, Jari Litmanen, se juntando também a Geovanni, garoto prodígio do Cruzeiro. Em sua primeira temporada, esteve presente em algumas partidas importantes do Barcelona. No Campeonato Espanhol de Futebol, levou os catalães ao quarto lugar, além também de chegar as semi finais da UEFA Champions League. Também foi um dos culpados pelo péssimo desempenho do clube na Copa del Rey, competição a qual seu time foi eliminado logo de cara, na primeira fase. E as coisas já estavam por piorar para Rochemback no Barcelona, na temporada seguinte, após um 2001–02 discreto e abaixo das expectativas, já era colocado como uma moeda de troca no clube. 
No ano de 2002, passou a usar a camisa 16 que estava sobra desde a temporada passada. Com a contratação de Javier Saviola, Juan Román Riquelme e Juan Pablo Sorín, jogadores destaques no futebol argentino, Rochemback perdeu espaço e a preferência do treinador. Passou a treinar separadamente do grupo, raramente sendo colocado em jogos oficiais. O desempenho da equipe estava por piorar, pois ficou em sexto lugar no Campeonato Nacional, o que acabou não garantindo a vaga para a próxima edição da Liga dos Campeões, eliminação novamente na primeira fase da Copa del Rey e chegando apenas nas quartas de finais da UEFA Champions League. Ao fim da temporada amarga para o torcedor do Barcelona, Rochemback foi trocado por Ricardo Quaresma, garoto que se destacava no futebol português e sendo contratado para defender o Sporting no ano seguinte. No Barcelona, Rochemback deixou 4 gols marcados em 68 jogos disputados.

### Sporting
Foi apresentado no Sporting Clube de Portugal em junho de 2003 para a disputa da temporada 2003–04. Chegou a ser utilizado de segundo atacante pelo treinador em algumas partidas, foi fundamental no Campeonato Português, colocando sua equipe em uma boa posição na temporada. Além disso, conquistou seus primeiros prêmios individuais no futebol europeu, como o de jogador mais valioso da Super Liga Portuguesa, por ter marcado 8 gols em 21 jogos disputados com a equipe leonina.
Na temporada seguinte, por conta de uma lesão, acabou deixando a temporada em baixa. Foi operado somente no mês de abril do ano seguinte, o que o colocou fora por seis meses, passando em branco em alguns jogos na temporada 2004–2005, sendo fortemente cobrado pela torcida. O seu regresso à competição deu-se em 16 de outubro de 2004, com a vitória fora de casa do Sporting por 4–1 frente ao Estoril-Praia.
No ano seguinte, acabou deixando o clube por conta de uma temporada abaixo do esperado e acertando um contrato de três temporadas para defender o Middlesbrough FC da Inglaterra. Em 45 jogos disputados em competições nacionais pela equipe portuguesa, o brasileiro marcou 13 gols. Foi fundamental na classificação do Sporting a final da Copa da UEFA, uma das competições europeias mais importantes da atualidade, onde sua equipe foi derrotada e se sagrou vice campeã. Retornou em 13 de maio de 2008, após semanas de negociações para ser liberado do Middlesbrough. Rochemback acertou contrato de três temporadas.

### Middlesbrough
No Middlesbrough FC, chegou com fama de craque e comparado ao meia ex-Vasco da Gama e Palmeiras, Juninho Paulista, que brilhou no clube no começo da década. Logo em sua primeira temporada, responsabilizou-se por ser o maestro da equipe, vestindo assim, a camisa 10 do clube alvirrubro. Estreou no clube com uma vitória por 2–1, contra o Arsenal, no dia 10 de setembro de 2005, em jogo válido pela primeira rodada do Campeonato Inglês de Futebol da primeira divisão. Nessa mesma temporada, porém no ano seguinte, marcou o seu primeiro gol com a camisa do Middlesbrough, no dia 11 de fevereiro de 2006, em uma vitória contra o Chelsea, clube candidato a título nesse ano e atual campeão inglês na temporada 2004–05. Nessa mesma temporada, colocou novamente uma equipe a final da Copa da UEFA, e novamente foi derrotado. Em um jogo das quartas de finais da competição continental contra o FC Basel, foi eleito o melhor jogador da partida. Porém, novamente, o jogador começou a sofrer com lesões, que aconteceram no ano de 2007. Um dos jogos onde apresentou destaque altíssimo, foi contra o Manchester City, pelo Campeonato Inglês de Futebol, onde derrotou por 8–1 e marcando gols.
No ano de 2008, despertou interesse do Sporting que planejava ter o jogador de volta, e do Grêmio que queria contar com Rochemback para a disputa da reta final do Campeonato Brasileiro de Futebol e da Copa Libertadores da América de 2009, competição a qual a equipe gaúcha já estava classificada, colocando assim, a possibilidade do jogador voltar a sua terra natal, mas jogando no rival. No final da temporada, foi selada a sua transferência para o Sporting, confirmando assim, o seu retorno, que foi festejado pelos fãs portugueses.

### Grêmio
No dia 28 de agosto de 2009, Rochemback rescindiu contrato com o Sporting e foi emprestado por um período de dois anos ao Grêmio. O Grêmio é o maior rival de seu clube formador e já havia tentado contratar o jogador quando ele ainda vestia a camisa do Middlesbrough FC. O jogador, insatisfeito com a reserva do Sporting, chegou ao Grêmio para ser titular. Em função de seu passado no clube rival, Rochemback esclareceu em sua apresentação que sempre foi gremista, sendo sua passagem pelo Internacional puramente profissional.
Rochemback fez sua estreia no dia 5 de setembro de 2009 contra o Vitória no Estádio Olímpico, válido pela 23ª rodada do Campeonato Brasileiro 2009. O jogo terminou 1–1, sendo o gol do Grêmio marcado por Jonas. Após um período de readaptação na reserva da equipe, recuperou seu bom futebol e assumiu a condição de titular e capitão da equipe com sua contribuição para o que foi a melhor campanha do segundo turno do Campeonato Brasileiro de 2010. 

### Dalian Aerbin e aposentadoria
Ao final da temporada 2011, o jogador foi negociado pelo Grêmio com o Dalian Aerbin, da China. Em duas temporadas no clube chinês, participou de 51 jogos e marcou 6 gols. Após encerrar seu contrato com o Dalian Aerbin, o volante teve uma negociação frustrada com o Sport Recife, acabando por encerrar neste momento a sua carreira. 

## Títulos
Barcelona
- Troféu Joan Gamper: 2001, 2002 e 2003
- Troféu Festa de Elche: 2003
- Taça da Catalunha: 2003

Grêmio
- Campeonato Gaúcho: 2010
- Taça Fronteira da Paz: 2010
- Taça Piratini: 2011

## Campanhas de destaque
Sporting
- Vice campeão da Liga Europa da UEFA: 2004–05
- Vice campeão do Campeonato Português: 2008–09

Middlesbrough
- Vice campeão da Liga Europa da UEFA: 2005–06

## Prêmios individuais
- Melhor Primeiro Volante Campeonato Gaúcho: 2011